# Данг
Данг (араб. ﺩﺍﻧﻜ) —  поширена назва дирхамів в улусах Золотої Орди. Карбувалися данги несистематично у 1311—1500-х роках і мали подібну до дирхамів середню вагу — 1-1,5 гр. Данг розмінювався на 16 пулів.

## Етимологія
Етимологія терміну «данг» має перське походження (сер.-перс. ﺩﺍﻧﻜ (dāng) , нов.-перс. dānag) і дослівно перекладається як «частина [чогось дрібного]» . У свою чергу російське слово «деньга» походить саме від назви «данг». У тюркських мовах похідне від слова «данг» — «теньга» (пор. тат., чагат. täŋkä («гроші», «срібна монета»), чув. täŋgǝ, казах. teŋgä, тенге, монг. teŋge, калм. tēŋgn̥ («дрібна срібна монета»). У записах Афанасія Нікітіна зустрічається також варіант «тенка». На сьогодні в обігу знаходиться грошова одиниця В'єтнаму — донг (в'єт. đồng, трансліт. 銅 «мідь»), походження якого близьке за значенням до данга.

## Карбування дангів

Московське князівство. Данг Дмитра Донського (1359 — 1389)

У 1310 році за часів правління хана Золотої Орди Токти була проведена грошова реформа. У 1311 (710 рік Гіджри) році, за часів його правління, в обіг була введена нова грошова одиниця — срібний данг замінивши назву дирхам. На той час торговці та хани Золотої Орди свої заощадження зберігали в сумах — зливки вагою 198-202 гр. З цих зливків карбувалися монети для розрахунків — із одного вагового сума карбувалося 120 дангів. В східних літописах данг згадується як дирхам, а в західних джерелах як аспр. У середньовіччі, в другій половині XIV століття, кінь коштувала 60-200 дангів — середній заробітний дохід на людину в Криму в ті часи складав від 100 до 170 дангів. Зміна ваги та проби в срібних монетах в першу чергу залежала від політичної ситуації в Золотій Орді. Під час війн вміст щирого срібла в монетах зменшувався, під час стабільності вміст повертався на попередній рівень. Карбування дангів відбувалося на монетних дворах Сарай ал-Джадіді, Сарай-ал-Махрусі, Гюлістані, Азаці, Кефі, Укеці та ін. Нова грошова одиниця потрапляла в обіг на різних ставках в різні періоди. Наприклад, в Криму вони з'явилися за часів правління хана Шадібека (1399–1408). У деяких ханських ставках срібні монети продовжували називати дирхамами. На аверсі, або реверсі монет зазвичай карбувалося ім'я хана з побажаннями тривалого правління та вказувалося місце карбування, дата. Графічні елементи на дангах, на відміну від пулів, карбували не часто. Лише в останні роки карбування зображувалась «решітка щастя», або «вузли довголіття». На мідних пулах, зазвичай, карбувалося позначення співвідношення дрібних монет до данга: «16 [цих монет] один данг». Середня вага монет — 1-1,5 гр. За часів хана Великої Орди Муртази (1493—1494) карбувалися останні данги на монетному дворі Урда-Базар. 
В Московії відомий найпоширеніший тип дангів Дмитра Донського (Часи карбування 1382—1389 роки): на аверсі в малому колі зображувався воїн з сокирою та з мечем руках. Навколо надпис кирилицею: «ЬТАЧЕПМД-KHKOL» (рос. Печать Князя Великого Дмитрия). На реверсі в чотирикутнику надпис арабською: Масафа (араб. مسفا) Сінб (араб. سنب) Хала (араб. ابآخل) укр. Карбування в Москві?). З боків віньєтки. За однією з російських версій арабський надпис читається як: «Султан Тохтамиш, нехай продовжиться...». За ще однією версією надпис свідчить, що «...ця монета куна карбована в дворі...». За версією історика Гайдукова П.Г. легенда на монеті читається як «Верховного князя печатка». Також відомі данги із зображенням воїна з мечем, або змією в руках. До нашого часу дійшли також данги Московії із зображенням півня та лисиці в колі. Після смерті Дмитра Донського срібні данги також карбувалися на початку правління його сином Василем I (1389—1425). Водночас подібні данги карбувалися рязанським князем Олег Івановичем (1350—1402) та нижньогородським князем Дмитром Костянтиновичем (1356–1383).